# Жоффруа II (герцог Бретані)
Жоффруа II Рудий (*Jafrez Ian de Breizh, 23 вересня 1158 — 19 серпня 1186) — герцог-співправитель Бертані та 3-й граф Річмонд у 1181—1186 роках.

## Життєпис
Походив з династії Плантагенетів. Син Генріха II, короля Англії та Елеонори, герцогині Аквітанської. Народився у 1158 році в Лондоні.
У 1166 році його батько зумів захопити Бретань, відсторонивши герцога Конана IV. Після цього став опікуном доньки останнього, яку заручив за Жоффруа. У 1169 році в Ренні відбувся шлюб за довіреністю.
У 1173—1174 роках разом зі своєю матір'ю і братами Генріхом Молодим, Річардом повстав проти Генріха II, але зазнав поразки. 1174 році замирився з батьком, а потім допоміг замирити своїх братів з Генріхом II. В подальшому затоваришував з Філіппом, сином Людовика VII, короля Франції.
У 1175 році Генріх II передав Бретань під управління Жоффруа та Роллана де Ділана, сенешаля Бретані. У 1177 році та 1179 роках проти них повставали барони на чолі із Гуйомархом IV, віконтом Леону, та Ярногоном Ла Рош-Бернардом, володіння яких були обмежені. 1178 року висвячено на лицаря у Вудстоку його батьком Генріхом II.
У 1181 році відбувся безпосередній шлюб Жоффруа з Констанцією Бретонською. Тоді він перебрав владу в герцогстві та став новим графом Річмонд. Для ведення військових компанії став чинити тиск на монастирі та церкви, які вимушені були поступитися герцогу своїми накопичення та іншими статками. 1182 року поставив новим сенешалем Рауля II де Фужера.
1183 року підтримав брата Генріха Молодого проти іншого свого брата Річарда за герцогство Аквітанське. Після смерті Генріха Молодого Жоффруа став найвірогіднішим спадкоємцем трону Англії. 1185 року вимушений був схвалити асіз, за яким влада герцога стала обмеженою.
У 1186 році змовлявся з королем Філіппом II, щоб підняти нове повстання проти свого батька, проте помер того ж року у Парижі, отримавши поранення на лицарському турнірі. Володіння перейшли до його дружини Констанції I. Жоффруа II поховано у крипті Собору Паризької Богоматері.

## Творчість та меценатство
Жоффруа II сам складав вірші. Також надавав підтримку трубадурам при своєму дворі в Ренні.

## Родина
Дружина — Констанція I, герцогиня Бретані
Діти:
- Елеонора (1184—1241)
- Матильда (1185—1189)
- Артур (1187—1203), герцог Бретані у 1201—1203 роках